# Maceda discalis
Maceda discalis är en fjärilsart som beskrevs av Walker 1864. Maceda discalis ingår i släktet Maceda och familjen trågspinnare. Inga underarter finns listade i Catalogue of Life.